# Castletown House
Castletown House situé à Celbridge dans le Comté de Kildare en Irlande est l’un des exemples les plus notables du Palladianisme construit en 1722 pour William Conolly, orateur au Parlement Irlandais.

## Histoire
Le corps de logis est conçu par l’architecte italien Alessandro Galilei et les ailes sont ajoutées plus tard par Edward Lovett Pearce en 1724. La construction de la demeure est financée par la vente de terrains appartenant à la famille Conolly à travers l’Irlande. 
Katherine Conolly meurt à Castletown House, le 23 septembre 1752. Un portrait d'elle par Charles Jervas se trouve toujours là-bas.
En 1758, Tom Conolly hérite de la propriété et la décoration intérieure est terminée par sa femme Lady Louisa Conolly (arrière-petite-fille de Charles II d'Angleterre et Louise de Keroual) pendant les années 1760-70. La famille Conolly reste propriétaire du domaine jusqu’en 1965 lorsque la demeure est achetée par la conservatrice Mariga Guinness.